# San Giacomo a Scossacavalli
San Giacomo a Scossacavalli var en kyrkobyggnad i Rom, helgad åt den helige aposteln Jakob. Kyrkan var belägen vid Piazza Scossacavalli i Rione Borgo. Tillnamnet ”Scossacavalli” är av oklar innebörd, men det antas komma av coxa caballi ("hästens höft", av latinets coxa, "höft", och caballus, "häst"), vilket åsyftar ett fragment från en antik staty.

## Kyrkans historia
Ursprunget till kyrkan tros vara ett litet kapell från 300-talet. En kyrkobyggnad ersatte kapellet under medeltiden. Denna restaurerades under påve Innocentius III:s pontifikat (1198–1216). Under 1500-talet genomfördes en ombyggnad. Ytterligare restaureringar företogs under 1700- och 1800-talet.
Högaltarmålningen Den sista måltiden var utförd av Giovanni Battista Ricci. Kyrkan hade därtill två sidoaltaren: det vänstra var invigt åt Kristi omskärelse, medan det andra var invigt åt Jungfru Marie födelse.
Kyrkan San Giacomo a Scossacavalli revs år 1937 i samband med anläggandet av Via della Conciliazione.

## Omnämningar i kyrkoförteckningar
| Katalog                      | År         | Benämning                         |
| ---------------------------- | ---------- | --------------------------------- |
| Catalogo di Cencio Camerario | 1192       | sco. Salvatori coxe caballi       |
| Il Catalogo Parigino         | cirka 1230 | Salvator de Cossa Cavallo         |
| Il Catalogo di Torino        | cirka 1320 | Ecclesia sancti Jacobi de Porticu |
| Il Catalogo del Signorili    | cirka 1425 | sci. Iacobi                       |

## Bilder
| - San Giacomo a Scossacavalli. Tryck av Girolamo Francino från år 1588. - Piazza Scossacavalli under vatten vid Tiberns översvämning år 1915. |